# Blood, Sweat and No Tears
Blood, Sweat and No Tears is het debuutalbum van de Amerikaanse punkband Sick of It All. Het album werd uitgegeven op 12 juli 1989 via In-Effect, een sublabel van Relativity Records, het label waar Sick of It All toentertijd bij onder contract stond. Het album is meerdere keren heruitgegeven op cd, lp en cassette door verschillende platenlabels in verscheidene landen. In Nederland is het heruitgegeven via de platenlabels Reflections Records (lp, 2010) en Strength Records (lp, 2014).

## Nummers
Tracks 2-3, 5-6, 7, 9, 15 en 18 zijn opnieuw opgenomen versies van de nummers die ook op de ep Sick of It All uit 1987 te horen zijn.
1. "The Blood & The Sweat" - 1:50
2. "Clobberin' Time"/"Pay the Price" (ft. KRS-One) - 1:37
3. "Give Respect" - 1:08
4. "Breeders of Hate" - 1:12
5. "Pushed Too Far" - 1:56
6. "Friends Like You" - 1:07
7. "B.S. Justice" - 1:30
8. "Rat Pack" - 0:44
9. "Pete's Sake" - 0:56
10. "Stick Together" - 0:51
11. "G.I. Joe Headstomp" - 1:19
12. "Alone" - 1:58
13. "My Life" - 1:42
14. "World Full of Hate" - 2:05
15. "My Revenge" - 1:12
16. "No Labels" - 1:59
17. "Disillusion" - 2:05
18. "The Deal" - 1:08
19. "Injustice System!" - 2:07

## Muzikanten
Band
- Lou Koller - zang
- Rich Cipriano - basgitaar
- Peter Koller - gitaar
- Armand Majidi - drums

Aanvullende muzikanten
- Craig Setari - achtergrondzang